# Donald Sanford

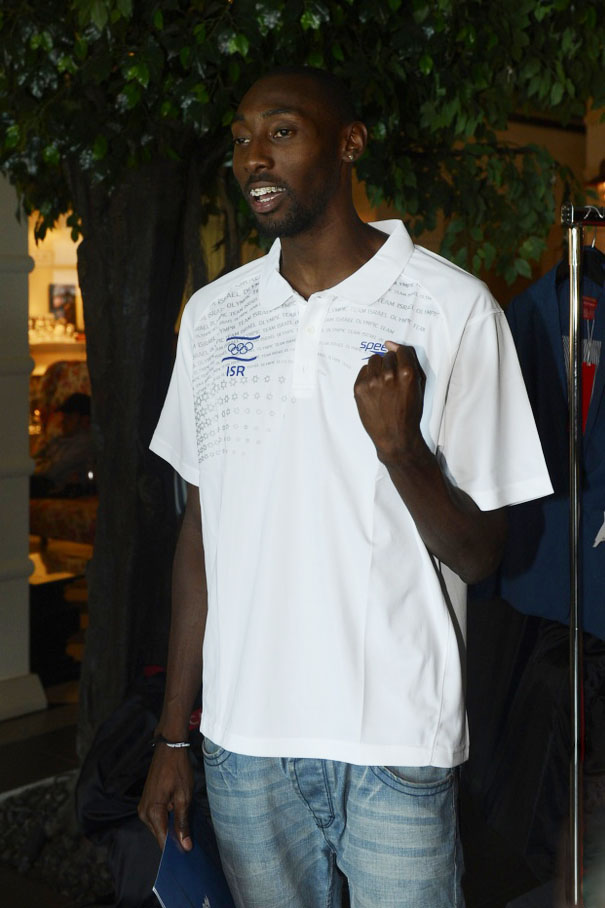
Donald Sanford, 2012

Donald Sanford (* Los Angeles, 5. Februar 1987) ist ein israelischer Sprinter US-amerikanischer Herkunft, der sich auf den 400-Meter-Lauf spezialisiert hat.
2008 heiratete er die israelische Basketballspielerin Danielle Dekel, die er am Central Arizona College kennengelernt hatte.
Nachdem er die israelische Staatsangehörigkeit erhalten hatte, wurde er 2012 Vierter bei den Europameisterschaften in Helsinki und schied bei den Olympischen Spielen in London im Vorlauf aus.
Bei den Halleneuropameisterschaften 2013 in Göteborg scheiterte er in der ersten Runde.
2014 kam er bei den Hallenweltmeisterschaften in Sopot nicht über die erste Runde hinaus. Bei den Europameisterschaften in Zürich gewann er Bronze, und beim Continentalcup in Marrakesch wurde er Sechster über 400 Meter und kam mit der europäischen Mannschaft auf den zweiten Platz in der 4-mal-400-Meter-Staffel.
Bei den Halleneuropameisterschaften 2015 in Prag wurde er im Halbfinale disqualifiziert.

## Persönliche Bestzeiten
- 400 m: 45,04 s, 19. Juli 2015, Schukowski (israelischer Rekord)
  - Halle: 46,46 s, 8. Februar 2014, Boston (israelischer Rekord)